# Feitoria de São Vicente
A Feitoria de São Vicente localizava-se na ilha de São Vicente, no litoral do atual estado brasileiro de São Paulo.

## História
Uma feitoria para o escambo de pau-brasil ("Caesalpinia echinata") teria existido no litoral vicentino desde 1512, operada pelo degredado, Bacharel Mestre Cosme Fernandes (Pessoa), o chamado "Bacharel de Cananeia". O local dessa feitoria seria posteriormente escolhido para a fundação da vila de São Vicente (22 de janeiro de 1532) por Martim Afonso de Sousa (SANTOS, 1947).
Nesta feitoria e vila teria vivido Diogo de Braga, a cujos filhos mamelucos se atribuirá a Casa-forte (c. 1548), núcleo do futuro Fortim de São Tiago da Bertioga.